# Teaterföreningen i Mariehamn

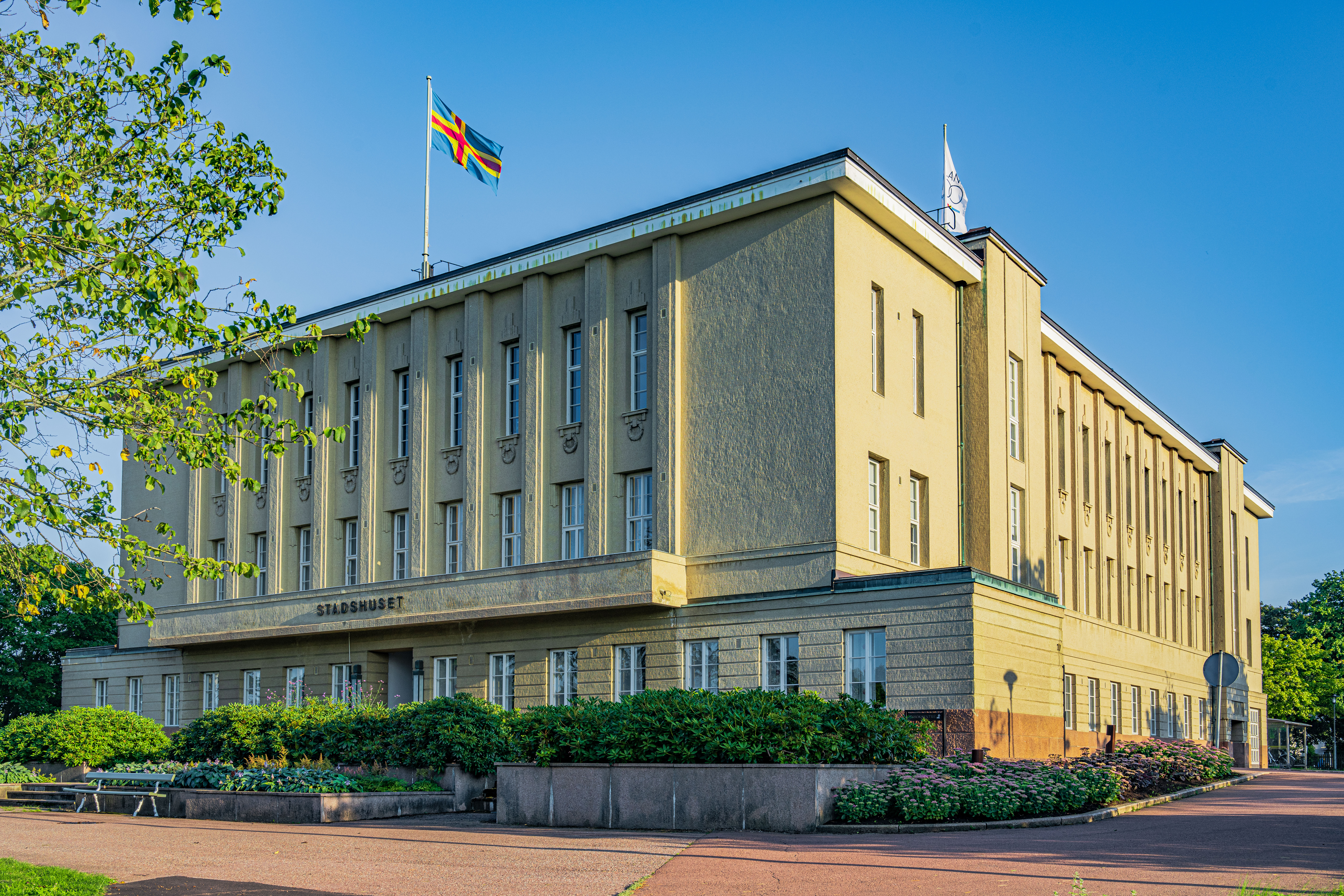
Teaterföreningen i Mariehamn har sina lokaler i Mariehamns stadshus.

Teaterföreningen i Mariehamn r.f., är en åländsk teaterförening bildad i februari 1914 och Mariehamns inofficiella stadsteater. Teatern har sin hemmascen i Mariehamns stadshus sedan 1941 och producerar vanligtvis två till tre uppsättningar per år. Föreningen delar vartannat år ut Solveig-statyetten. Maria Mäntylä var Teaterföreningens ordförande 2006 - 2017. Ulf Weman var ordförande  2017 - 2019 och Johan Ehn valdes till ordförande 2019. 

## Bakgrund
Redan på 1880-talet, då Mariehamn hade endast 600 invånare (mot dagens ca 11000), fanns ett mycket stort intresse för s.k. sällskapsspektakel. Vid fester och soareér i Societetshuset uppträdde man med mindre teaterstycken. Badhusepoken bidrog till att ge intresset för teater mer näring, då yrkesskådespelare från såväl Finland som Sverige slog sig ihop och spelade teater i Badhotellets restaurationsbyggnad. Allt vad staden Mariehamn hade av kulturpersonligheter engagerade sig med entusiasm i teaterarbetet. Tack vare den teaterintresserade apotekaren C-A Furstenborgs initiativ fick både Rådhuset och Badetablissemanget sina scener.
Planer för bildandet av en teaterförening blev allt aktuellare. Julius Sundblom vid Tidningen Åland hade en stor del av detta, då han pekade på värdet av den Svenska teaterföreningens i Finland kulturella betydelse. Därvid kunde Svenska Teaterföreningens i Finland Mariehamnsfilial hålla sitt konstituerande möte den 10 juni 1914 i badhotellet. Föreningens namn förkortades snart till nuvarande Teaterföreningen i Mariehamn. Föreningens första styrelse bestod av fil.mag, lektorn vid Ålands Lyceum, Bruno Forss, apotekare C-A Furstenborg, fru Elin Gylling, och fru Laura Sundell. Suppleanter blev doktor Arthur Gylling och redaktör Julius Sundblom. Bruno Forss satt som ordförande åren 1914-20 samt 1925-55. Hans först uppgift blev att medverka till uppsättandet av "Friaren från landet", en enaktare av Johan Ludwig Runeberg. 
Redan år 1917 hade den teaterbegåvade telegrafisten Toivo Hämäläinen engagerat sig i föreningen. Han medverkade till att pjäser som "Stormen" och "Köpmannen i Venedig" sattes upp. Man spelade i Ålands Lyceum och i Kinoteatern. Från 1939 kunde Mariehamns stadshus scen tas i bruk och där har föreningen alltjämt sin hemvist. 
Solveig Erikson, gift med redaren Edgar Erikson, övertog ordförandeskapet 1956. Då hade hon redan varit aktiv i föreningen i tjugo år. Därtill satt hon som ordförande i trettio år. När hon överlämnade ordförandeskapet 1985 till Karl-Erik Sundberg, kunde hon se tillbaka på oerhört produktiva år.
När skådespelaren Helge Sölgén återvände till Åland, dröjde det inte länge förrän teaterföreningen på hans initiativ började spela revyer, något som snart blev tradition. 1951 gavs den första revyn i Helge Sölgéns regi; "Leve nittioåringen!" (då staden Mariehamn fyllde 90 år). Revyuppsättningarna övertogs 1967 av Ebba Eriksson. Efter en längre paus återkom revyerna på 2010-talet.
På 1980-talet utmärkte sig Robert Liewendahl som föreningens ledande kraft och han var dess ordförande åren 1993-2006.